# Bela B

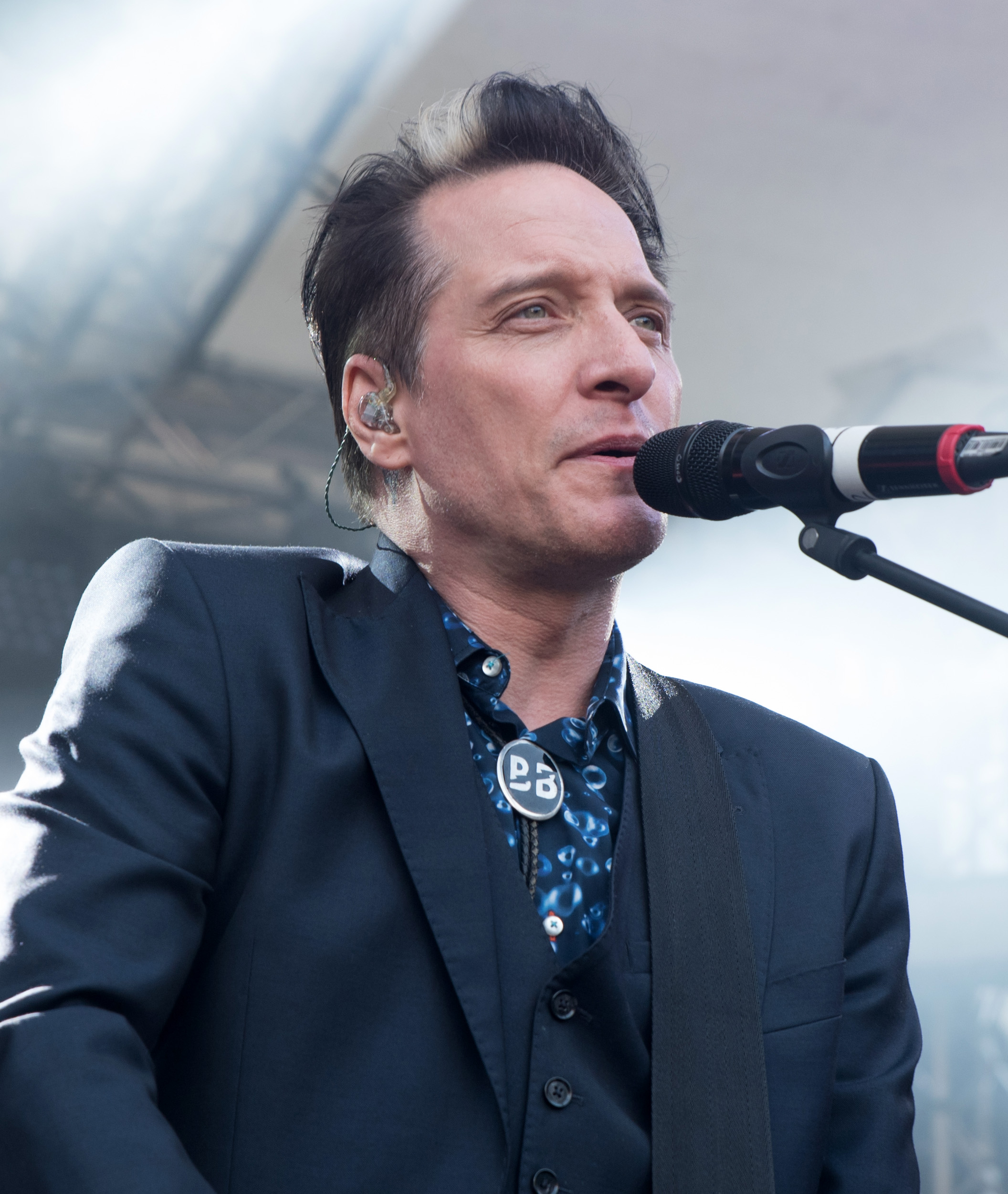
Bela B (2016)

Bela B oder Bela B Felsenheimer (* 14. Dezember 1962 in West-Berlin; bürgerlich Dirk Albert Felsenheimer, bis 2009 Eigenschreibweise mit Punkt: Bela B.) ist ein deutscher Musiker, Komponist, Autor und Schauspieler. Er ist vor allem als Schlagzeuger und einer der Sänger der Punkrock-Band Die Ärzte bekannt.

## Leben
Dirk Felsenheimer wuchs mit seiner Zwillingsschwester in Berlin-Spandau auf. Ihre Eltern trennten sich, als die Geschwister fünf Jahre alt waren.
Zum Schlagzeugspielen kam Felsenheimer bereits in seiner Jugend, als er im Keller des Freundes seiner Schwester erste Versuche unternahm. Schon bald kaufte er sich ein eigenes Schlagzeug. Seine Eltern unterstützten ihn, und er bekam einen eigenen Proberaum im Keller. Anders als oft dargestellt sang er jedoch nie in einem Chor.
Felsenheimer begann eine Ausbildung zum Polizisten, die er abbrach. Danach begann er eine Ausbildung zum Schaufensterdekorateur bei Hertie, bei der er wegen seiner gefärbten Haare entlassen wurde und im Anschluss in einem Damenbekleidungsgeschäft arbeitete.
Seinen Künstlernamen lehnte Felsenheimer an den Dracula-Darsteller Bela Lugosi an, für den er sich seit seiner Kindheit begeisterte. Das B kommt von Barney Geröllheimer ‒ in Anspielung auf seinen bürgerlichen Nachnamen.

### Privat
Felsenheimer lebt seit 1997 in Hamburg-Mitte. Nach Beziehungen zu der Schauspielerin Mareike Fell und Moderatorin Sarah Kuttner ist er heute mit der ehemaligen Bild-Redakteurin und Fotografin Konstanze Habermann liiert, mit der er ein gemeinsames Kind (* 2009) hat.

### Sport
Er ist Fußballfan des FC St. Pauli und versucht, bei Heimspielen des Vereins anwesend zu sein. Bela gilt als Fan von Turbonegro; er gründete 1996 die Turbojugend St. Pauli als erstes Chapter der Vereinigung. Sportlich selbst aktiv ist er als Läufer.

## Musikkarriere

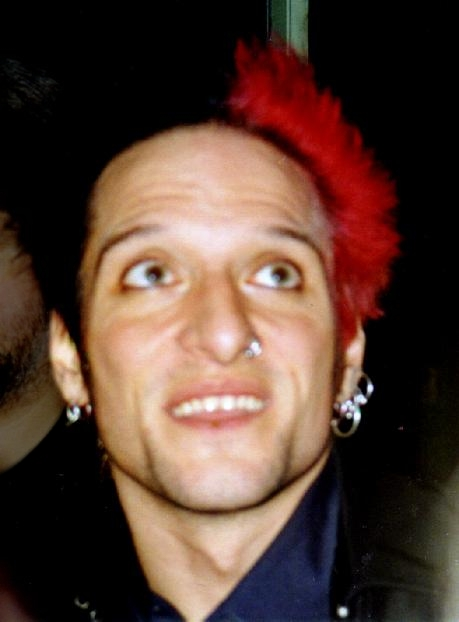
Bela B (1998)

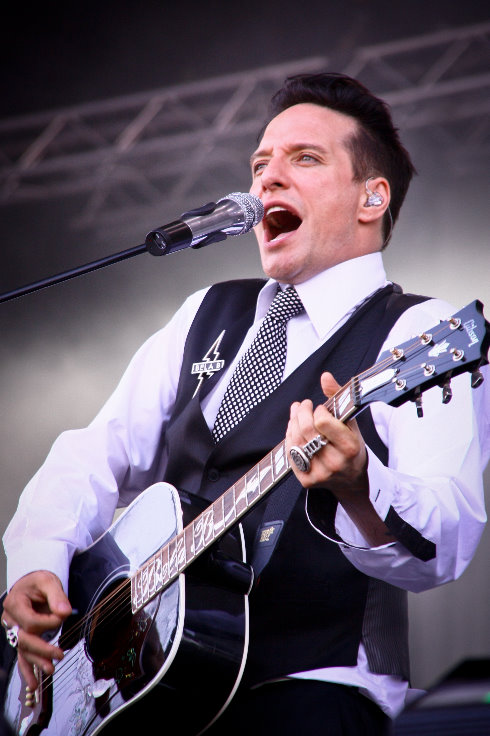
Bela B beim Nova Rock 2010

Schon am Ende seiner Schulzeit begeisterte sich Felsenheimer für Punk, schloss sich der Szene an und gründete seine erste Band Empire. Anschließend spielte er in den Bands Wild in the Streets und Kawumm sowie von 1979 bis 1982 zusammen mit Hussi Kutlucan, Bernd van Huizen, ab 1980 auch mit Jan Vetter alias Farin Urlaub in der Punkband Soilent Grün, benannt nach dem Science-Fiction-Film … Jahr 2022 … die überleben wollen (im Original Soylent Green). 1982 erschien die erste und einzige Studioveröffentlichung, Die Fleisch EP. Die Band gab 1982 im Berliner SO36 ihr Abschiedskonzert. Als Vorgruppe spielte damals ZK, die Vorgängerband der Toten Hosen.
Anschließend gründete Bela B mit Farin Urlaub und Sahnie die Band Die Ärzte. Nach zwei erfolgreichen Alben trennten sich Bela und Farin wegen persönlicher Differenzen vom Bassisten Sahnie und nahmen das dritte Album zu zweit auf. Nach einem weiteren Studio- und einem Livealbum lösten sich die Ärzte vorerst auf. 1989 gründete Bela B mit Atze Ludwig und Rodrigo González die Gruppe S.U.M.P., die später in Depp Jones umbenannt wurde. Nach zwei erfolglosen Alben kündigte die Plattenfirma den Vertrag. Mit einem mehrseitigen Brief von Farin Urlaub ließ Bela B sich 1993 überreden, Die Ärzte wiederzugründen. Rodrigo González wurde neuer Bassist.
2006 veröffentlichte Bela B sein erstes Soloalbum Bingo, produziert von Wayne Jackson und Olsen Involtini. Für das Album arbeitete er u. a. mit Lee Hazlewood, Charlotte Roche und Lula zusammen. Zudem ging er mit seiner Formation Bela B. y Los Helmstedt auf Tournee und trat auf Festivals auf wie Rock im Park, Rock am Ring, MTV Campus Invasion sowie dem Gurtenfestival. In seinen Soloprojekten ist er eher an der Gitarre tätig; Schlagzeuger bei Alben und Konzerten ist daher Danny Young. Am 2. Oktober 2009 erschien Belas zweites Soloalbum Code B, mit Gastauftritten von Chris Spedding, Marcel Eger, Emmanuelle Seigner und Alessandro Alessandroni. Auch diesmal ging er wieder mit Los Helmstedt auf Tour. Für den Kinofilm Teufelskicker sang Bela B den Titelsong Tag für Sieger, der am 12. März 2010 als Single erschien.
Am 4. April 2014 erschien das Album Bye und bereits am 14. März die Vorabsingle Abserviert mit anschließender Bye now!-Tour im Mai. Die zweite Single, Immer so sein, folgte am 25. Juli 2014. Musikalisch bewegt sich dieses Album mehr in Richtung Countrymusik. Mit Smokestack Lightnin’ und Walter Broes hatte Bela B eine neue Begleitband, Broes spielte Gitarre, Baritongitarre und Banjo ein.
Am 20. Januar 2017 erschien die Single Einer bleibt liegen. Im dazugehörigen Musikvideo tritt Bela zusammen mit Marionetten der Augsburger Puppenkiste auf; auch eine Bela-B-Marionette spielt mit. Einen Monat später erschien sein viertes Soloalbum Bastard, erneut mit Smokestack Lightnin’.

## Autoren- und Verlegertätigkeit
Bela B war Inhaber des Leipziger Comicverlags Extrem Erfolgreich Enterprises, der Horror-Comics herausgab, darunter deutsche Editionen von Independent-Serien wie Faust und Satanika. Auch Eigenproduktionen wie Schweinevogel und ein Comic zur Band ‚Die Ärzte‘ fanden sich im Verlagsprogramm. In einem Interview mit dem Berliner Stadtmagazin zitty gab Bela B Anfang September 2006 die Aufgabe des Verlagsprojektes bekannt: „Der Verlag hat die letzten Jahre nur noch vor sich hingedümpelt. Wir haben 2005 das Buch Zehn kleine Grufties herausgebracht und drei andere Bücher. Das ist nicht viel für einen Verlag, und deshalb haben wir uns jetzt entschieden, EEE zuzumachen.“ Als Autor schrieb er unter anderem in der Vampir-Anthologie Liber Vampirorum: Last Blood und für Comics seines Verlages.
Als Bela B Felsenheimer publizierte er 2019 seinen ersten Roman Scharnow. Darin geht es um ein skurriles Dorf in Ostdeutschland. Die Kritik feierte das Buch: So schrieb etwa Der Spiegel, der Roman treibe „die Schundhaftigkeit […] auf die Spitze“. Felsenheimer absolviere „ein Parforceritt durch die endlosen Weiten des Pulp-Fiction“ und sei „tatsächlich mutig in seiner irren Absage an eine nachvollziehbare Handlung“.

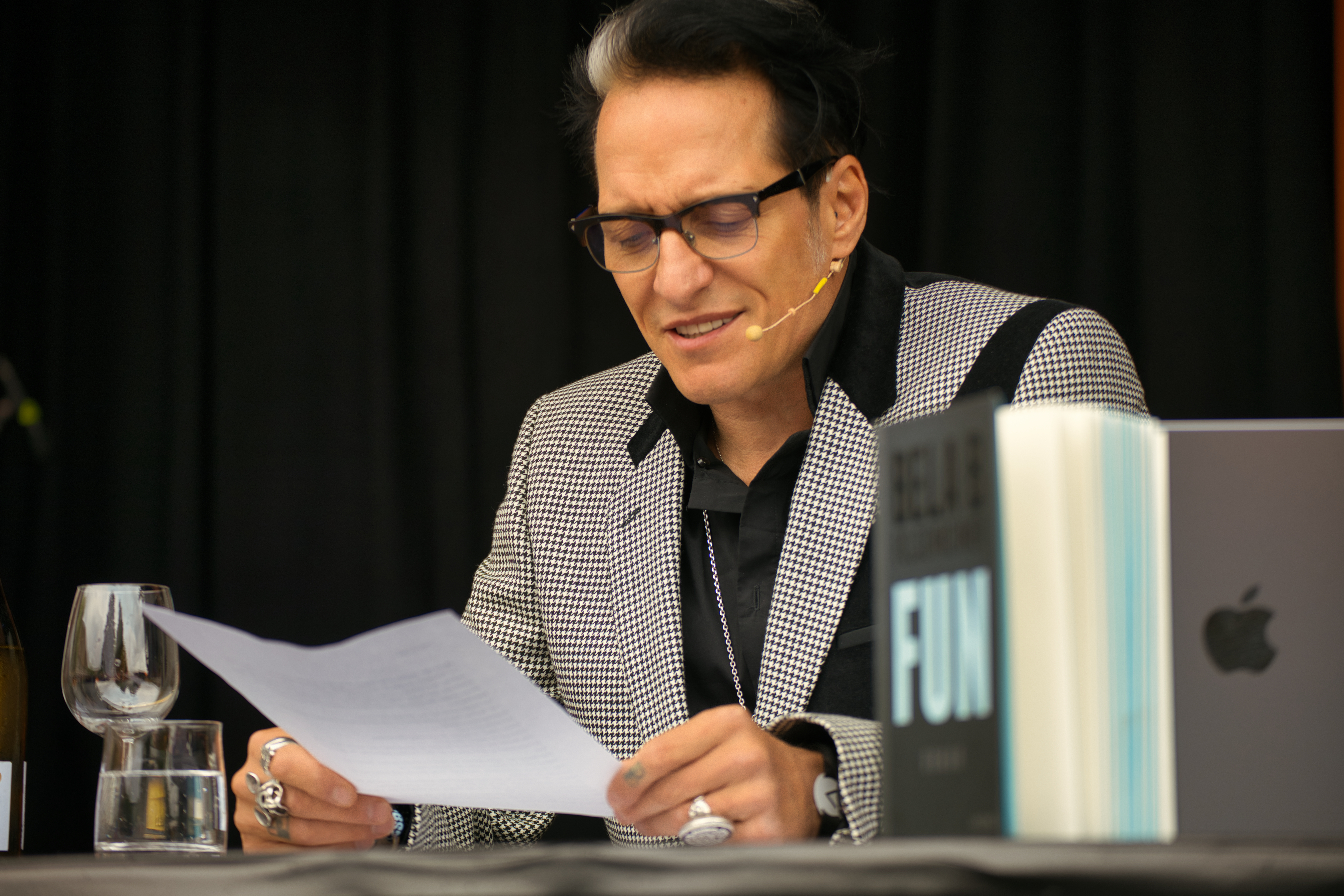
Lesung auf dem Orange Blossom Special Festival 2025

2025 erschien Fun, in dem sich Felsenheimer mit Machtmissbrauch in der Musikindustrie auseinandersetzt. In diesem Werk geht es um eine fiktive Band und deren zunächst einvernehmlichen Treffen mit weiblichen Fans, die später in nicht-einvernehmlichen Handlungen gipfeln. Felsenheimer betont, dass diese nicht auf persönlichen Erfahrungen beruhen, aber er sich solche Vorgänge im „patriarchale[n], toxisch-männliche[n]“ System der Musikindustrie durchaus vorstellen kann. Der Roman ist somit im Kontext der MeToo Bewegung zu verstehen. In der Zeit kritisierte Jens Balzer, der Roman mache keinen Spaß und solle das nach Absicht seines Verfassers auch gar nicht: 

„Sein Text ist nicht nur durchgehend unlustig, sondern über weite Strecken auch konsequent spröde und öde, vor allem wegen der papiernen Sprache, in der seine Figuren sich miteinander verständigen.“

## Schauspielerei

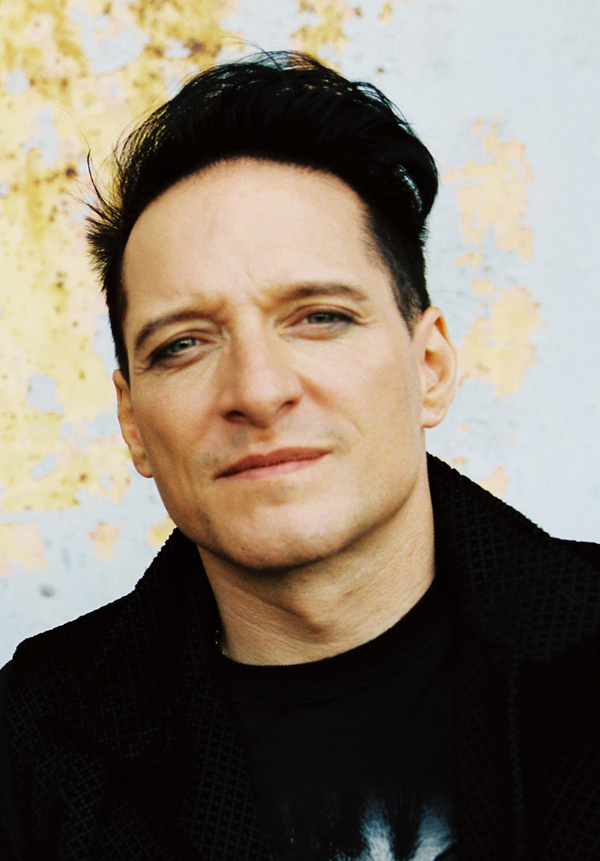
Bela B (2012)

Als Schauspieler wirkte Bela B unter anderem im Tatort und in mehreren Alarm-für-Cobra-11-Folgen sowie in dem Film Ein göttlicher Job mit. 2000 mimte er in dem Film „Laila – Unsterblich verliebt“ einen Vampir. 2003 spielte er in dem Independent-Film Operation Dance Sensation von Thilo Gosejohann einen Medienwissenschaftler. Im Jahr 2004 wurde der Film Edelweißpiraten veröffentlicht, in dem Bela die Hauptrolle, den KZ-Häftling Hans Steinbrück, spielt. Außerdem wirkte er als einer der Hauptdarsteller in dem Streifen Richy Guitar mit. Als Synchronsprecher spricht er die Rolle des Clay in der MTV-Trickserie Free for all. Zusammen mit Thomas D von den Fantastischen Vier nahm er das Hörspiel Faust vs. Mephisto auf und weiterhin das Hörbuch Venus im Pelz mit der Schauspielerin Catherine Flemming. 2003 spielte Bela B in dem Film Garden of Love unter der Regie von Olaf Ittenbach mit. 2005 übernahm Bela B unter anderem eine Rolle in dem von der Filmakademie Baden-Württemberg hergestellten Kurzfilm KINGZ (Regie: Benni Diez und Marinko Spahić) sowie die Rolle des Ronnie in der Krimiparodie Salamander (von Barbara Gebler) und er sprach sämtliche Stimmen bei der deutschen Synchronisation des dänischen Films Terkel in Trouble. 2007 erschien eine Biografie von Elvis Presley als Hörbuch, die von Bela B gesprochen wurde.
2006 spielte Bela B für den Film Vineta von Franziska Stünkel zusammen mit der Popgruppe Wir sind Helden deren Lied Bist du nicht müde neu ein. Hierzu hatte er das Urstück gemeinsam mit der Band umgetextet. Außerdem spielt er in dem Film eine kleine Gastrolle als Wachmann Herrhaus. Ebenfalls im Jahr 2006 spielte Bela B den Pastor im Film Deichking.
Für die Zeitung Die Welt interviewte Bela B 2007 seinen Lieblingsregisseur Quentin Tarantino anlässlich dessen neuen Films Death Proof – Todsicher. Er hatte 2009 in Tarantinos Inglourious Basterds einen Cameo-Auftritt. In der Horrorfilmproduktion des Privatsenders ProSieben Gonger aus dem Jahr 2008 spielte Bela B den Kriminalkommissar Petersen, weiter spielte er 2012 in Alexander Marcus’ Kinofilm Glanz & Gloria einen geheimnisvollen Gurtmacher.
Seit 2013 ist Bela B als „Blechmann“ in der Inszenierung Der Zauberer von Oz in der Augsburger Puppenkiste zu hören. In der Serie M – Eine Stadt sucht einen Mörder, die im Februar 2019 bei „TVNOW“ vorab im Internet zu sehen war, spielte Bela B in einer Nebenrolle einen verwirrten Künstler.
Im Januar 2022 spielte Bela B eine Nebenrolle im Rostocker Polizeiruf 110 als Musiker Jo Mennecke.

## Politisches Engagement
Bela B ist Mitglied der globalisierungskritischen Bewegung attac und Gründungsstifter der Trinkwasserorganisation Viva con Agua.
2004 ließ Bela B sich mit Franka Potente und Catherine Flemming für Plakate der Tierrechtsorganisation PeTA fotografieren, um damit gegen das Tragen von Pelzen zu demonstrieren. Außerdem unterstützt er die von der Berliner Punkrockband ZSK ins Leben gerufene Initiative „Kein Bock auf Nazis“. Ein dafür produzierter Song von 2006 („Deutsche, kauft nicht bei Nazis!“) wurde als kostenloser Download veröffentlicht. Auch die 2000 vom Stern und der Amadeu Antonio Stiftung geschaffene Kampagne Mut gegen rechte Gewalt unterstützt er. Im Zuge der Laufzeitverlängerung deutscher Kernkraftwerke rief er als Kernkraftgegner zum zivilen Ungehorsam mittels Schottern zur Verhinderung von Castortransporten auf.
Im Sommer 2016 überreichte Bela B als Projekt-Pate dem Ratsgymnasium Stadthagen das Zertifikat „Schule ohne Rassismus – Schule mit Courage“.

## Musikstil und Spieltechnik

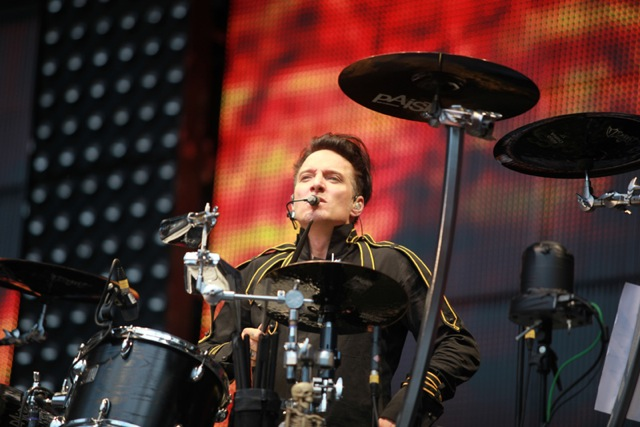
Bela B im Kölner RheinEnergieStadion (2013)

Bela B hat nach seiner eigenen Darstellung eine hohe Affinität zum Horror-Genre, was auch in verschiedenen seiner Songs (Dein Vampyr, Mysteryland, Der Graf, Die Nacht, Wir werden schön, Der Vampir mit dem Colt, Monsterparty) Niederschlag gefunden hat. Bela B. selbst fremdelte zeitweise mit seinem „dunklen“ Image und thematisierte dies auch in Songs wie dem Lied Licht am Ende des Sarges. In ihm singt er unter anderem die selbstparodischen Zeilen „Ich bin es leid, ich hab es satt / Mein Image ist mir viel zu glatt / Der ewig dunkle Bösewicht / Und niemals seh' ich Sonnenlicht“.
Nachdem er 1983 die Stray Cats mit ihrem im Stehen trommelnden Schlagzeuger Slim Jim Phantom bei einem Konzert im Metropol in Berlin gesehen hatte, bevorzugt es Bela B seitdem, während Livekonzerten ebenfalls stehend Schlagzeug zu spielen. Grund dafür ist seine Bühnenpräsenz als zweiter Frontmann und Sänger der Band. Da Bandkollege Farin Urlaub und Bela B seit jeher auf der Bühne mit Vorliebe neckische Zwiegespräche führen, soll der Die Ärzte-Schlagzeuger dadurch für das Publikum besser sichtbar sein.

## Diskografie

### Studioalben
| Jahr | Titel   | Höchstplatzierung, Gesamtwochen, AuszeichnungChartplatzierungen (Jahr, Titel, Platzierungen, Wochen, Auszeichnungen, Anmerkungen) | Höchstplatzierung, Gesamtwochen, AuszeichnungChartplatzierungen (Jahr, Titel, Platzierungen, Wochen, Auszeichnungen, Anmerkungen) | Höchstplatzierung, Gesamtwochen, AuszeichnungChartplatzierungen (Jahr, Titel, Platzierungen, Wochen, Auszeichnungen, Anmerkungen) | Anmerkungen                                                                   |
| Jahr | Titel   | DE | AT | CH | Anmerkungen                                                                   |
| ---- | ------- | --- | --- | --- | ----------------------------------------------------------------------------- |
| 2006 | Bingo   | DE2 Gold · (21 Wo.)DE | AT5 (14 Wo.)AT | CH40 (5 Wo.)CH | Erstveröffentlichung: 12. Mai 2006                                            |
| 2009 | Code B  | DE5 (7 Wo.)DE | AT7 (5 Wo.)AT | CH40 (3 Wo.)CH | Erstveröffentlichung: 2. Oktober 2009                                         |
| 2014 | Bye     | DE5 (5 Wo.)DE | AT19 (4 Wo.)AT | CH39 (1 Wo.)CH | Erstveröffentlichung: 4. April 2014 mit Smokestack Lightnin’                  |
| 2017 | Bastard | DE13 (2 Wo.)DE | AT25 (1 Wo.)AT | CH58 (1 Wo.)CH | Erstveröffentlichung: 17. Februar 2017 mit Peta Devlin & Smokestack Lightnin’ |

### Singles
| Jahr | Titel Album                              | Höchstplatzierung, Gesamtwochen, AuszeichnungChartplatzierungen (Jahr, Titel, Album, Platzierungen, Wochen, Auszeichnungen, Anmerkungen) | Höchstplatzierung, Gesamtwochen, AuszeichnungChartplatzierungen (Jahr, Titel, Album, Platzierungen, Wochen, Auszeichnungen, Anmerkungen) | Höchstplatzierung, Gesamtwochen, AuszeichnungChartplatzierungen (Jahr, Titel, Album, Platzierungen, Wochen, Auszeichnungen, Anmerkungen) | Anmerkungen                                                                                  |
| Jahr | Titel Album                              | DE | AT | CH | Anmerkungen                                                                                  |
| ---- | ---------------------------------------- | --- | --- | --- | -------------------------------------------------------------------------------------------- |
| 1997 | This Girl Was Made For Loving You –      | DE63 (5 Wo.)DE | — | — | Erstveröffentlichung: 1997 als Heike & Dirk                                                  |
| 2002 | Candy Sin Is In                          | DE58 (9 Wo.)DE | — | — | Erstveröffentlichung: 30. September 2002 Killer Barbies feat. Bela B.                        |
| 2006 | Tag mit Schutzumschlag Bingo             | DE13 (9 Wo.)DE | AT21 (7 Wo.)AT | — | Erstveröffentlichung: 15. April 2006                                                         |
| 2006 | 1., 2., 3. … Bingo                       | DE16 (9 Wo.)DE | AT37 (11 Wo.)AT | CH95 (1 Wo.)CH | Erstveröffentlichung: 21. Juli 2006 feat. Charlotte Roche                                    |
| 2006 | Fußball ist immer noch wichtig Strandgut | DE61 (6 Wo.)DE | — | — | Erstveröffentlichung: 4. August 2006 mit Fettes Brot, Marcus Wiebusch und Carsten Friedrichs |
| 2006 | Sie hat was vermisst Bingo               | DE47 (4 Wo.)DE | — | — | Erstveröffentlichung: 3. November 2006                                                       |
| 2007 | Gitarre runter Bingo                     | DE62 (3 Wo.)DE | — | — | Erstveröffentlichung: 2007                                                                   |
| 2008 | Hölle Hahnenkampf                        | DE39 (8 Wo.)DE | — | — | Erstveröffentlichung: 2008 K.I.Z feat. Bela B.                                               |
| 2009 | Altes Arschloch Liebe Code B             | DE41 (5 Wo.)DE | AT54 (1 Wo.)AT | — | Erstveröffentlichung: 18. September 2009                                                     |
| 2009 | Schwarz/Weiss Code B                     | DE83 (1 Wo.)DE | — | — | Erstveröffentlichung: 2009 mit Marcel Eger                                                   |
| 2010 | Tag für Sieger –                         | DE72 (1 Wo.)DE | — | — | Erstveröffentlichung: 2010                                                                   |
| 2014 | Abserviert Bye                           | DE74 (1 Wo.)DE | — | — | Erstveröffentlichung: 14. März 2014 mit Smokestack Lightnin’                                 |

Weitere Singles
- 1989: Genschman (produziert für Scheel, Hommage an Hans-Dietrich Genscher)[38]
- 1989: Pogo Dancing (mit PVC)
- 1989: Grönemeyer kann nicht tanzen (mit Wiglaf Droste)
- 1989: Ausgebombt (mit Sodom)
- 1990: Wir brauchen … Werner (mit Farin Urlaub. Aus dem Soundtrack zum Film Werner – Beinhart! 1990)
- 2000: Leave (mit Lula, aus dem Soundtrack zum Film Kaliber Deluxe 2000)
- 2001: Are You Ready for Some Darkness? (mit Denimgirl aka Jasmin Wagner auf Alpha Motherfuckers – Tribute To Turbonegro)
- 2002: You’ll Never Walk Alone (Bela B. & The Tikiwolves feat. Gary ’o’ Wolf)
- 2007: Der Graf vs. Horrorpunks (Bela B. und Balzac)
- 2010: In diesem Leben (feat. Chris Spedding)
- 2013: Im Klub (mit Peta Devlin und Smokestack Lightnin’)
- 2014: Immer so sein (mit Smokestack Lightnin’ & Peta Devlin)
- 2014: Streichholzmann (mit Smokestack Lightnin’ & Peta Devlin)
- 2017: Pizza (Antilopen Gang feat. Bela B)
- 2017: Er gehört zu mir (The Twang feat. Bela B)
- 2017: Einer bleibt liegen (mit Peta Devlin und Smoketrack Lightnin’)
- 2019: Das Lied (SDP feat. Bela B)
- 2019: Big Data (Bonaparte feat. Farin Urlaub & Bela B)
- 2022: Born in the G.D.R. (Sandow feat. Bela B)
- 2024: Der Hund von Baskerville (Grillmaster Flash feat. Bela B)
- 2024: Besteste Band (Swiss + die Andern feat. SDP, Bela B)
- 2024: Es wär so schön (Mehnersmoos feat. Bela B)

## Hörspiele und -bücher
- 1992: Die Nixe / The Mermaid (von und mit Christa Fast)
- 2002: Die Brautprinzessin
- 2003: The KLF der schnelle Weg zum Nr. 1 Hit
- 2004: Gabriel Burns – Folge 6, „Die Totenmaschine“ (als Barkeeper)
- 2004: Thomas D vs. Bela B – Faust vs. Mephisto
- 2005: Venus im Pelz
- 2005: Böse Nacht Geschichten
- 2006: Captain Berlin vs. Dracula (von Jörg Buttgereit)
- 2006: Vampira-Hörspiel-Reihe von Lübbe-Audio
- 2007: Last Train to Memphis (Elvis-Presley-Biographie – 1. Teil)
- 2007: Careless Love (Elvis-Presley-Biographie – 2. Teil)
- 2009: Kill Your Friends (von John Niven)
- 2011: Exit Mundi – die besten Weltuntergänge (von Maarten Keulemans und A. W. Bruna Uitgevers)
- 2016: Sartana – noch warm und schon Sand drauf
- 2019: Die drei ??? und der tanzende Teufel
- 2025: Fun, Random House Audio, ISBN 978-3-8371-6915-7 (Autorenlesung)

## Bücher
- Bela B Felsenheimer: Scharnow. Heyne, München 2019, ISBN 978-3-453-27136-4.
- Bela B Felsenheimer: Fun. Heyne, München 2025, ISBN 978-3-453-27513-3.

### Co-Autor
- Bela B Felsenheimer: Hamburg Noir. Hrsg.: Jan Karsten. CulturBooks, Hamburg/Berlin 2023, ISBN 978-3-95988-187-6.

## Filmografie
- 1980: SinnFilm von Ades Zabel
- 1981: Edith Schröder – eine deutsche Hausfrau von Ades Zabel
- 1981: Manne – the Muwi von Jörg Buttgereit
- 1982: Captain Berlin – Retter der Welt von Jörg Buttgereit (als Hulk)
- 1983: Karl, das menschliche Insekt
- 1985: Richy Guitar von Michael Laux
- 1989: Der Todesking von Jörg Buttgereit
- 1998: Over the Rainbow (als Psychopath Spin) von Jan Peter
- 1999: Nass von Felicitas Korn
- 1999: Salamander von Barbara Gebler
- 2000: Laila – Unsterblich verliebt (als Micha) von Peter Ily Huemer
- 2000: Kaliber Deluxe von Thomas Roth
- 2000: Ein göttlicher Job von Thorsten Wettcke
- 2002: Nachts im Park von Uwe Janson
- 2002: Puzzle Punk von Christian von Aster (als Puzzle Punk in „Shocking Shorts“) (Kurzfilm)
- 2002: Tatort – Totentanz (als DJ Lupo)
- 2002: The Killer Barbies Versus Dracula von den Killer Barbies
- 2002: Kinder der Nacht 2 von Simone Schneider
- 2002: Honey Baby von Mika Kaurismäki
- 2002: Space Wolf von Timo Rose
- 2002: Höhenluft von Olaf Heine, im Rahmen vom The-color-Fury-Projekt von Fury in the Slaughterhouse
- 2003: Nikos, the Impaler (Andreas Schnaas)
- 2003: Garden of Love von Olaf Ittenbach
- 2003: Operation Dance Sensation (als Medienwissenschaftler) von Thilo Gosejohann und Simon Gosejohann
- 2003: Kein Blut. Nirgends. Eine romantische Axtmördergeschichte von Christian von Aster
- 2003/2004: Alarm für Cobra 11 – Die Autobahnpolizei (als Joseph Tscherne in den Pilotfilmen „Feuertaufe“ und „Für immer und Ewig“ als Erzfeind von Jan Richter)
- 2004: Edelweißpiraten (als Hans Steinbrück) von Niko von Glasow
- 2005: No Snow (als Roman) von Robert Young
- 2005: KINGZ (als Luca) von Benni Diez & Marinko Spahić
- 2005: Sportsman Of The Century von Mischa Alexander
- 2005: Wilsberg: Todesengel von Buddy Giovinazzo
- 2005: Kampfansage – Der letzte Schüler von Johannes Jaeger
- 2005: Terkel in Trouble (Synchronstimme aller Figuren des Trickfilms – 15 Hauptfiguren zuzüglich Nebencharakteren – sowie aller Lieder)
- 2005: Synchronstimme von Clay in der deutschen Fassung der MTV Zeichentrickserie Free For All
- 2006: Vineta von Franziska Stünkel
- 2006: Deichking zusammen mit namhaften Künstlern wie Fettes Brot
- 2006: Kein Bock auf Nazis, Gastauftritt auf der DVD von ZSK
- 2006: Dittsche – Das wirklich wahre Leben, Gastauftritt – zusammen mit Olli Dittrich, Jon Flemming Olsen sowie Franz Jarnach
- 2006: Bye Bye Harry! (als Roman)
- 2006: Nachtschicht – Der Ausbruch (als Müllwagenfahrer Kellogs), TV-Krimi von Lars Becker
- 2007: Video Kings (als Tommy)
- 2007: Die drei Räuber (Synchronstimme von Flinn, eine der Hauptfiguren)
- 2008: Zimbl – A Real Cool Time, Dokumentation über Markus „Zimbl“ Zimmer von The Bates
- 2008: Vineta (als Fährmann)
- 2008: Gonger – Das Böse vergisst nie (Fernsehfilm, als Kommissar Petersen)
- 2009: Mach den Bibo (Olli Schulz), Auftritt im Musikvideo zu dem Song
- 2009: Inglourious Basterds (Cameo-Auftritt als Platzanweiser im Kino)
- 2011: Paul – Ein Alien auf der Flucht (Synchronstimme von Paul)
- 2011: Bridges (als Militärpolizist Mennis)
- 2012: Der Sandmann (als Coppola/Coppelius)
- 2012: Alexander Marcus – Glanz & Gloria (als Gurtmacher)
- 2013: King Ping – Tippen Tappen Tödchen (als Szene-Mutti Biggi (singende Friseurin))
- 2017: Das letzte Mahl (als Rabbi Benjamin Aschkenasi)
- 2017: Einstein (Fernsehserie, Folge: Elvis lebt)
- 2017: Sharknado 5: Global Swarming (Cameoauftritt im Hintergrund der deutschen Nachrichtensendung)
- 2018: So was von da (als „Elvis“ Rockmann)
- 2019: M – Eine Stadt sucht einen Mörder (Fernsehserie, als „Bleicher Mann“)
- 2019: Leif in Concert Vol. 2
- 2022: Polizeiruf 110: Keiner von uns (Fernsehfilm)
- 2022: Die Geschichte der Menschheit – leicht gekürzt
- 2022: Ze Network (Streaming-Serie RTL+)
- 2024: Where’s Wanda? (Streaming-Serie, als "King")
- 2025: Willkommen Österreich (Gast, ausgestrahlt am 11. Februar 2025)